# 明清官話

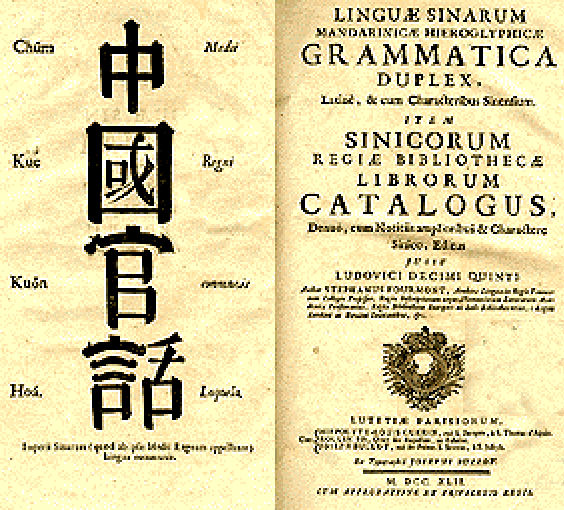
1742年フランス発行の明清官話文法書

明清官話（みんしんかんわ）は、明・清両朝の共通語で、官界で使用されたことから名付けられた。明代の初め、公用語は元朝から受け継いだもの、すなわち「中央平原の上品な音を正しいものとした」もので、音韻の伝統と結合し、元朝の音韻体系を基礎として得たもので、特定の場所の言語に基づくものではなく、南方公用語を基礎とした国家標準として南京官話を形成した。その後、北方の官話が形成され、その影響力は次第に拡大し、清朝中期以降、北方官話の一つである北京官話が南京官話に代わって次第に共通語となり始めた。
その一方、南京官話は一定の威信を保ち、清末には中国切音新字ローマ字を作った盧戇章が「地方の正しい発音」として南京官話を使うことを提唱しており、清末においても南京官話の影響力が大きかったことがわかる。中華民国では、1920年代の「北国之争」後に、北京官話が国語として制定され、中華人民共和国では普通話と改称された。
明清官話は明、清の時代には公用語として広く使われていた。明代に中国を訪れた宣教師マテオ・リッチの著書『中国キリスト教布教史』によれば、「地方語としても知られる各省のさまざまな方言のほかに、官話（Quonhoa）として知られる帝国全体に共通する話し言葉があり、これは民事目的や法廷で使用される公用語である。この公用語は、現在では教養階級の間で普及しており、外国人と彼らが訪問している地方の住民との間で使用されている。地方の方言は上流階級では話されていないが、親近感を示すために、あるいは土着の人である考えから、地方でも方言を話すことがある。この公式の国語は、女性や子供でさえ理解できるほど普遍的に使用されている」。

## 音韻
当時の音韻「東国正韻」は上を見よ。

## 参照項目
- 官話